# Chacté
Chacté är en ort i Mexiko.   Den ligger i kommunen San Juan Cancuc och delstaten Chiapas, i den sydöstra delen av landet, 800 km öster om huvudstaden Mexico City. Chacté ligger 796 meter över havet och antalet invånare är 670.
Terrängen runt Chacté är kuperad österut, men västerut är den bergig. Chacté ligger nere i en dal. Runt Chacté är det ganska tätbefolkat, med 75 invånare per kvadratkilometer. I omgivningarna runt Chacté växer i huvudsak städsegrön lövskog.